# Agriades glandon
Agriades glandon là một loài bướm ngày thuộc họ Bướm xanh. In Bắc Mỹ it is found from Alaska phía đông to Newfoundland, phía nam qua các dãy núi đến bang Washington, bắc Arizona, và bắc New Mexico. Tại châu Âu, nó được tìm thấy ở các vùng núi như Pyrenees và Alps, cũng như viễn bắc. Nó cũng được tìm thấy ở một số nơi của Nga, bao gồm Siberia, và Kamchatka.
Sải cánh dài 22–26 mm. Chúng bay từ tháng 5 đến tháng 9 tùy theo địa điểm.
Các cây loài này ăn gồm các loài Astragalus (bao gồm Astragalus alpinus), Androsace (bao gồm Androsace bungeana và Androsace septentrionalis), Soldanella, Diapensia, Vaccinium và Saxifraga (bao gồm Saxifraga bronchialis, Saxifraga spinulosa, và Saxifraga oppositifolia).

## Phân loài
- A. g. glandon (de Prunner, 1798) (Pyrenees, Alps)
- A. g. aquilo (Boisduval, 1832) (Arctic Europe and Arctic Canada)
- A. g. franklinii (Curtis, 1835) (Alaska)
- A. g. wosnesenskii (Ménétriés, 1855) (Srednesibirskoe, northeastern Siberia, Kamchatka) has the pale spots of underside smaller and more widely separated from one another, especially on the hindwing.
- A. g. rustica (Edwards, 1865) (Colorado)
- A. g. aquilina (Staudinger, 1901) (polar tundra of Siberia)
- A. g. megalo (McDunnough, 1927) (British Columbia)
- A. g. bryanti (Leussler, 1935) (Alaska, Northwest Territories)
- A. g. lacustris (Freeman, 1939) (Manitoba)
- A. g. centrohelvetica Rezbanyai-Reser, 1981 (Switzerland)
- A. g. punctatus Austin, 1998 (Arizona)
- A. g. cassiope Emmel & Emmel, 1998 (California)
- A. g. kelsoni Emmel & Emmel, 1998 (California)
- A. g. ustjuzhanini Yakivlev & Churkin, 2003 (Mongolia)
- A. g. saluki Churkin, 2005
- A. g. brutus Churkin, 2005 (eastern Sayan Mountains)
- A. g. rubini Churkin, 2005 (eastern Kazakhstan)
- A. g. batchimeg Churkin, 2005 (Mongolia)
- A. g. labrador Schmidt, Scott & Kondla, 2006 (Labrador, Newfoundland)

## Hình ảnh

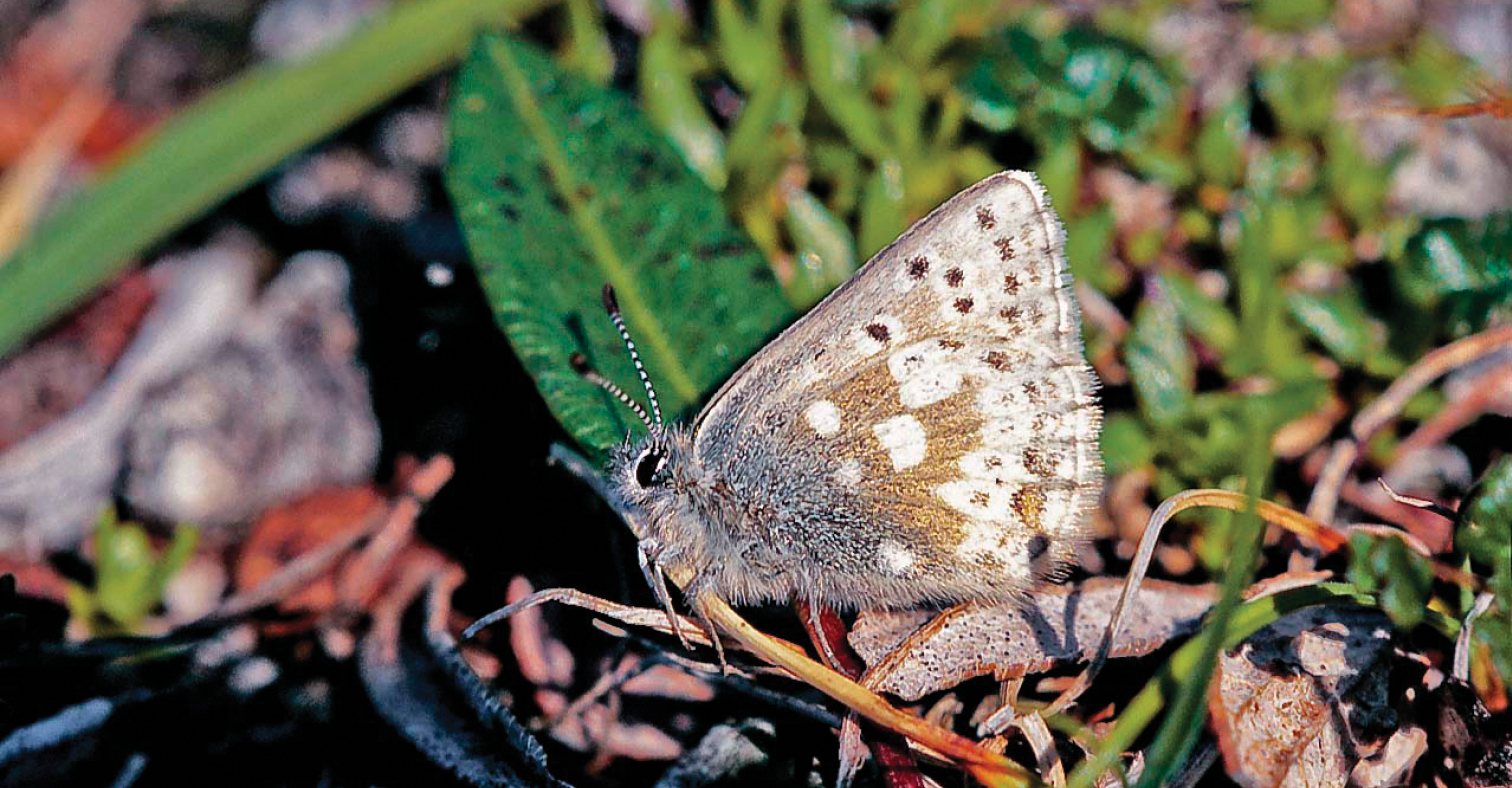